# Хунну
Ху́нну (лат. hunni; согд. hwn; кит. 匈奴 пиньинь Xiōngnú палл. сюнну, произн. **qʰoŋ — naː) — древний кочевой народ, с 220 года до н. э. по II век н. э. населявший степи к северу от Китая. Для защиты от их набегов Цинь Шихуаньди построил Великую китайскую стену. Хунну вели активные войны с китайской империей Хань, в ходе которых консолидировались в единую державу, подчинившую племена соседних кочевников. Позже в результате войн с Китаем и племенами сяньби, а также междоусобиц хуннская держава распалась.
О хунну известно из древнекитайских источников и из археологических раскопок их памятников, первые из которых были проведены в конце XIX — начале XX века Ю. Д. Талько-Гринцевичем (суджинские могильники у города Кяхта), а затем наиболее значительные находки были сделаны в начале XX века П. К. Козловым (ноин-улинские курганы в долине Селенги).

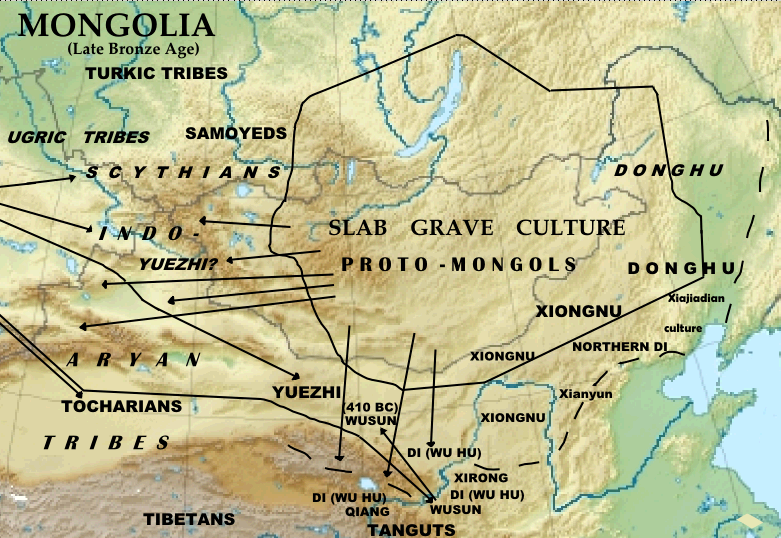
Хунны около 1300—300 гг. до н. э.

## История

### Предки хунну

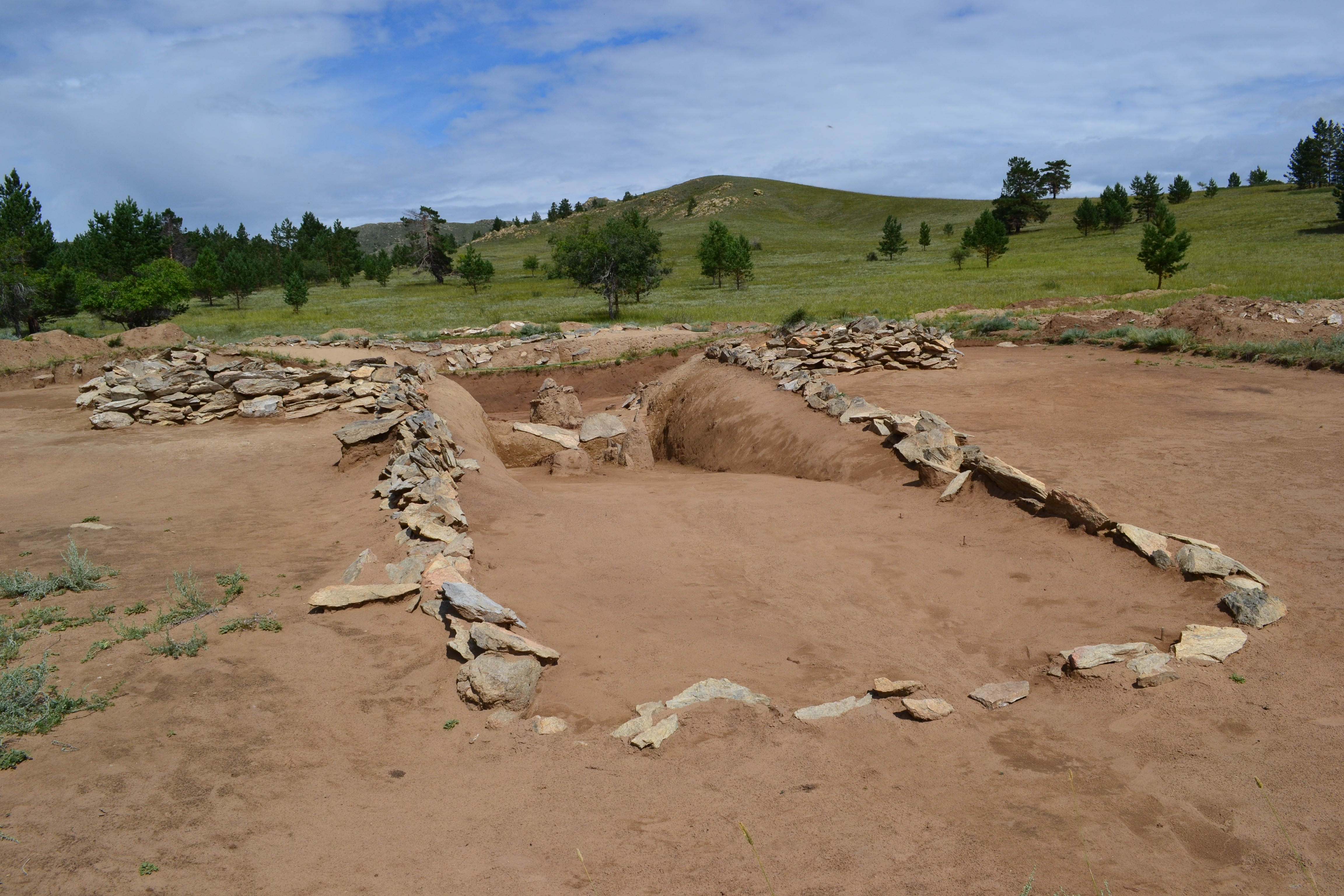
Археологические раскопки хуннского княжеского могильника Оргойтон в Бурятии. Август 2011 г.

Предки современных китайцев[каких?], известные в китайской историографии под названием Ся, вели непрекращающиеся войны с другими племенами, такими как жуны и ди. Отмечено племя хуньюй, которое жило в степях севернее жунов. Прахуннские племена ханьюнь и хуньюй обитали в степи, примыкавшей к южной окраине пустыни Гоби. Согласно ряду исследователей, предками хунну являются племена, входившие в общность хуньюй (сюньюй), чуньвэй (шуньвэй), гуйфан, ханьюнь (сяньюнь), жун, шань-жун, цюань-жун (цюаньи, хуньи), ди (бэйди) (вкл. байди, чиди).
В X веке до н. э. хунну начали постепенно переселяться с южной окраины Гоби на северную. Л. Н. Гумилёв считал, что хунну самостоятельно освоили кочевое скотоводство и научились пересекать пустыни.
За 300 лет с момента переселения на север число хунну выросло, и они напали на Чжоу в 822 году до н. э. Китайцы отбили набег, после чего хунну не упоминались в китайских летописях в течение последующих 500 лет. В это время в степях Восточной Монголии и Забайкалья сложилась культура плиточных могил. Антропологически носители культуры плиточных могил принадлежали к палеосибирскому типу монголоидной расы, к которому антропологи также относят хунну, дунху и сяньби. Хунну Западной Монголии, Алтая и Синьцзяна характеризуются небольшой европеоидной примесью.

### Хуннская держава

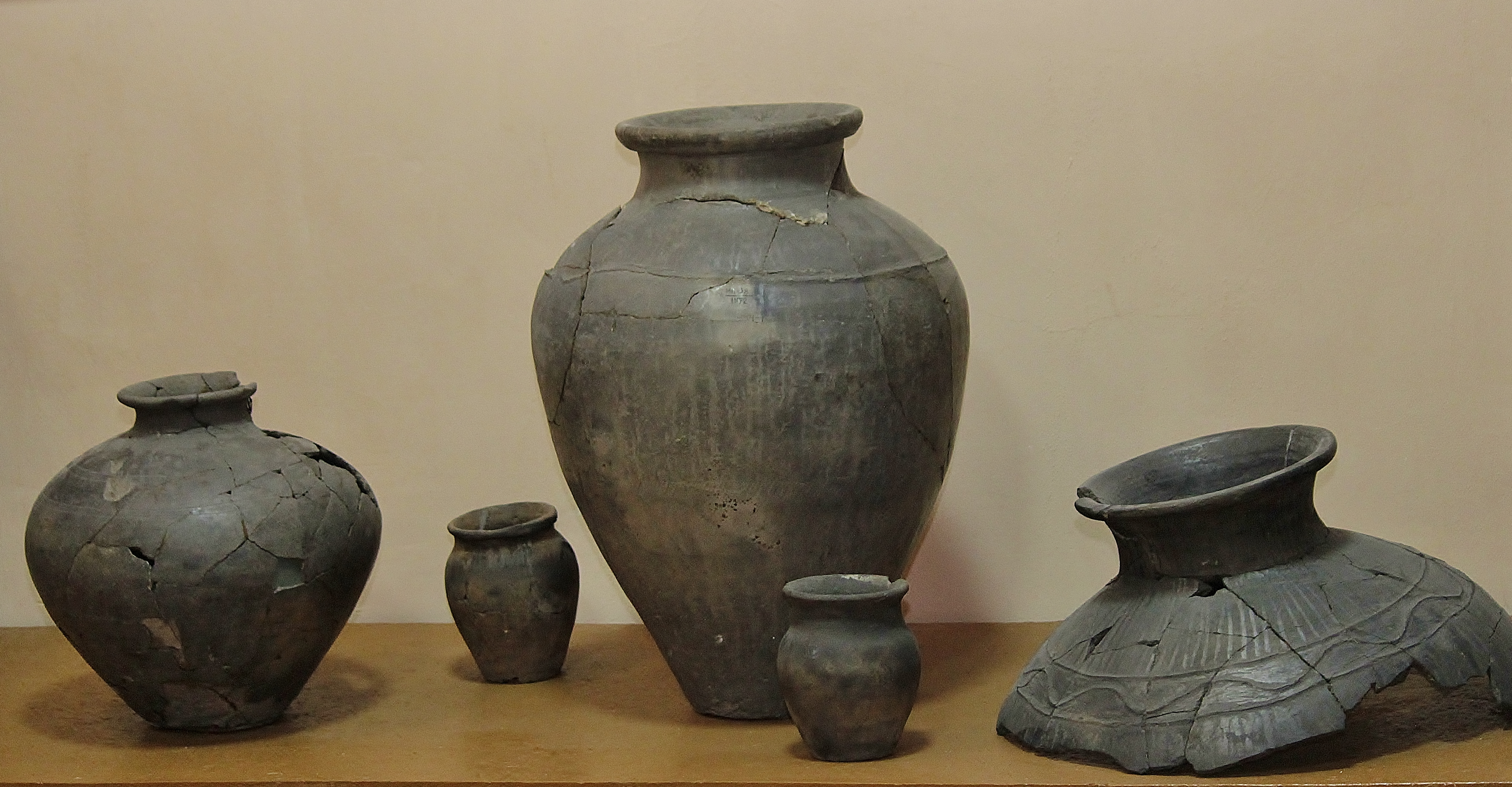
Хуннская керамика в Кяхтинском краеведческом музее

В китайской историографии хунну появляются не ранее V века до н. э., когда их набеги на оседлое население Северного Китая побудили китайцев начать строительство отдельных укреплений, которые впоследствии были объединены в Великую китайскую стену. Угроза со стороны хунну усилилась в III веке до н. э., когда кочевники образовали мощный племенной союз во главе с правителем-шаньюем. Хуннская держава покрывала значительную часть Монголии и Южной Сибири, простираясь от Маньчжурии на востоке до Памира на западе.
Хунну были прекрасными всадниками, а их войско состояло из 300 тысяч конных лучников. Колесницам, которые составляли основу китайской армии, было сложно противостоять их набегам. Строительство Великой китайской стены было призвано обезопасить северные пределы Китая от хунну, но задача эта не была решена полностью. Китайские правители пытались склонить кочевников к китайскому образу жизни богатыми дарами и дипломатией, многие китайские принцессы были отданы в брак хуннским вождям.
Около 50 года до н. э. империя раскололась на две части: восточные хунну признали верховенство китайского императора, а западные хунну были вытеснены в Среднюю Азию.
В 93 году коалиция Китая, сяньби, динлинов и чешисцев (жителей оазиса Турфан) разбили хуннов в битве при Их-Баяне (Ikh Bayan кит. трад. 稽落山之戰, упр. 稽落山之战, пиньинь jìluòshān zhī zhàn, палл. цзилошань чжи чжань), а в 155 году сяньбийский вождь Тяньшихуай разгромил хуннов, что привело к расколу хуннского этноса на четыре ветви, из которых одна слилась с победоносными сяньбийцами; другая — мигрировала в Китай, третья осталась в горных лесах и ущельях Тарбагатая и бассейна Чёрного Иртыша; четвёртая с боями отступила на запад и к 158 году достигла Волги и нижнего Дона. Об их прибытии сообщил античный географ Дионисий Периегет. Согласно широко распространённому мнению, часть хунну дошла до Европы и, смешавшись по пути с тюркскими, восточно-сарматскими и угорскими племенами, дала начало новому народу, который в Европе известен под названием гунны. В ходе отхода на запад четвёртая часть так называемых малосильных хунну остаётся на территориях Семиречья и Западной Сибири с образованием государства Юэбань (160—490). Э. Паркер и тюрколог А. Дыбо считают, что «юэбань» — современное звучание, а «авар» — древнее звучание.
Многочисленные могильники, а также реальные следы гуннского движения на запад, найдены археологами «в Таласской долине, Центральном Тянь-Шане, Фергане, Ташкентском оазисе, Чаткальской долине, Чон-Алае. Отдельные элементы материальной культуры гуннов (украшения с инкрустацией ноин-улинского типа) открыты в „болотных городищах“ Приаралья, развитие этих элементов прослежено в западном Казахстане. Огромное значение имеет открытие гуннских могильников на нижней Волге, причём некоторые из них относятся к I—II вв. н. э. и свидетельствуют о раннем проникновении гуннов к восточным границам Европы. Отдельные, пока ещё разрозненные следы гуннов отмечены на Кавказе и в Крыму».

### Хунну в Китае
По мере ослабления китайской державы её правители стали привлекать вождей хунну для охраны северных пределов Китая. Эти вооружённые формирования не раз поднимали оружие против самих китайцев. Их вмешательство во внутренние дела Китая стало особенно активным после падения империи Хань и наступления периода Троецарствия. В 304 г. один из южно-хуннских военачальников, Лю Юань, провозгласил себя шаньюем всех хуннских федератов и императором государства Северная Хань. Право на это ему давало происхождение (по женской линии) от ханьских императоров Китая. В 329 г. династия Лю Юаня была свергнута другим хуннским военачальником Ши Лэ.
В IV—V веках южные хунну основали на территории Северного Китая государства:
- Северная Хань (304—318)
- Ранняя Чжао (318—329; иногда объединяется с Северной Хань в одно государство Хань Чжао)
- Поздняя Чжао (319—351)
- Северная Лян или Хэси (397—439)
- Ся (407—431)

Вторжения разрозненных отрядов хунну в китайские пределы продолжались на протяжении IV в., однако после V в. их имя уже не упоминается в китайских источниках.

## Устройство державы

### Шаньюй
Шаньюем (величайший) называли главного из 24 старейшин хунну. Первоначально шаньюя избирали на съезде старейшин, но Модэ прервал эту традицию и основал династию шаньюев. Выборы шаньюя сохранились, но лишь как условная процедура передачи власти новому шаньюю, который указывался в завещании предыдущего.

### Столица империи Хунну
В 2010 году руководитель группы археологических исследований доцент кафедры археологии в Улан-Баторском государственном университете Тумур-Очирын Идэрхангай начал исследование политического центра Империи Хунну. Руины столицы империи древнего кочевого народа хунну были найдены в долине реки Орхон в сомоне Улзийт аймака Архангай в Монголии группой исследователей во главе с Тумур-Очирын Идэрхангаем. Раскопки проводились ещё в 2017 году, но их результаты были опубликованы только летом 2020 года.
Город называется монг. Луут или по-китайски — Лунчэн (Город дракона). Исследователи обнаружили в «Городе Дракона» двойную стену и искусственный бассейн, используемый в качестве водохранилища. Кроме этого были найдены остатки сооружения, которые украшала древняя надпись на ханьцзы, гласящая «Тэнгэрийн Хүү» — «Сын Неба». Эта надпись стала основным свидетельством того, что найденный город является столицей хунну.

### Шаньюйские роды

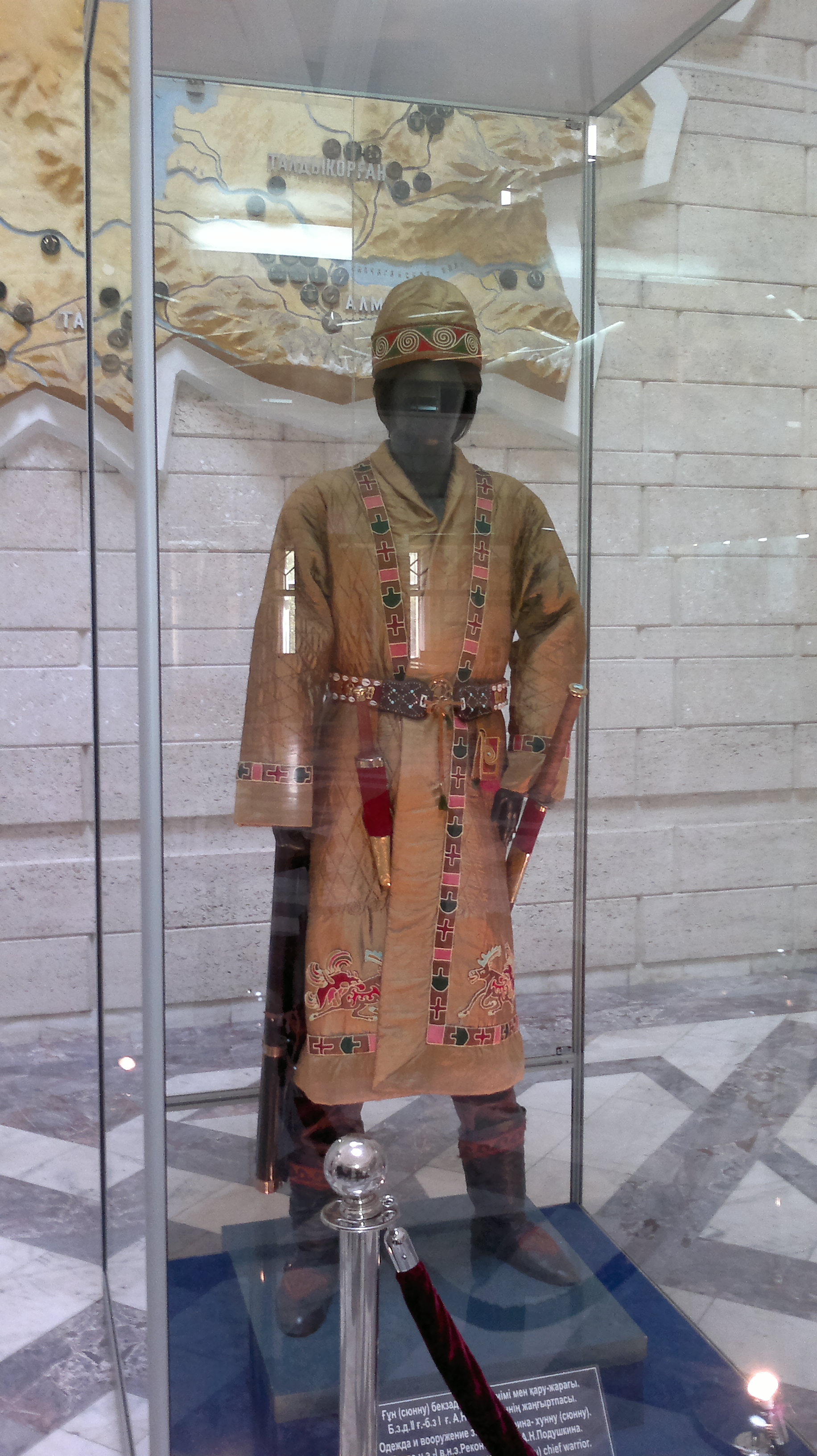
Одежда и вооружение знатного воина-хунну (сюнну). II в. до. н. э. — I в. н. э. А. Н. Подушкин

Род шаньюев назывался Си Люань-ди. У хунну было три знатнейших рода: Хуянь, Лянь, Сюйбу. По предположению Гумилёва род 藍 «лань» — «сине-зелёный» происходил от китайского принца Шун Вэя. Шаньюй брал жён только из этих родов. Важные должности в державе также передавались внутри этих фамилий, так, Сюйбу были судьями. Остальные роды имели своих старейшин, которые располагали собственными войсками.

### Чины у хунну
В китайских хрониках упоминается наличие у хуннов сложной системы чинов. Высшие чины делились на «восточные» — старшие и «западные» — младшие.
Высшие чиновники были все ближайшие родственники шаньюя:
1. Чжуки-князь: обычно Восточный Чжуки-князь — наследник престола
2. Лули-князь
3. Великий предводитель
4. Великий Дуюй
5. Великий Данху

Обычные чиновники назывались «гудухоу». Чины у родовой знати не зависели от шаньюя.

### Право
Хунну пользовались Обычным правом. Суд протекал в пределах 10 дней. За нападение или кражу полагалась смерть, были и иные наказания. Модэ предусмотрел смертную казнь за воинские преступления. Существовало патриархальное рабство, нет упоминаний о долговом рабстве и работорговле.

### Экономика
Сделанные Козловым в ноин-улинских курганах находки (в частности, ткани, ныне в Государственном Эрмитаже) в большинстве случаев происходят из Китая, Ирана либо Византии, что свидетельствует о размахе торгово-дипломатических связей народа хунну.

### Военное дело

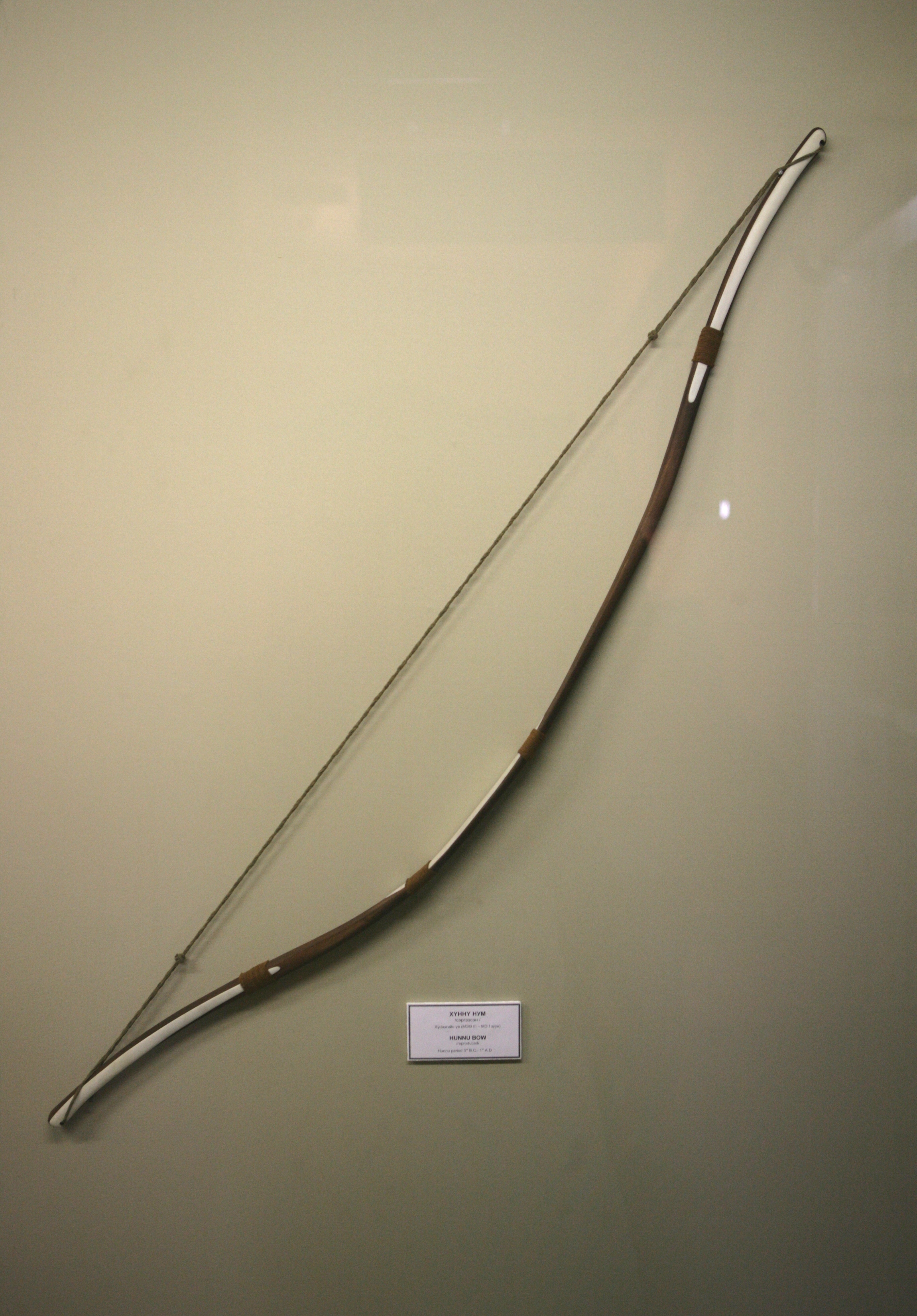
Реплика хуннского лука в Монгольском национальном историческом музее

Каждый хунн был воином. Войско хуннов формировалось по родовому признаку. Всего в войске хунну было 24 военачальника, каждый из которых носил титул ваньци (темник) и командовал десятитысячным отрядом. Китайцы оценивали войско хунну в 300 000 всадников, главным образом конных лучников. Вполне возможно, что эта цифра завышена, как и во многих исторических документах Китая. Хунну старались вести манёвренную войну, изматывая противника и ведя дистанционный бой в рассыпном строю. Хунну успешно применяли охваты с флангов, ложные отступления и засады. Всё захваченное в бою становилось собственностью воинов. Средства дистанционного боя (луки и стрелы, являвшиеся их основным оружием) и снаряжение (колчаны) были типичными для «кочевников». В ближнем бою хунну сражались мечами и короткими копьями. Также использовались прямые однолезвийные палаши и кинжалы. Хуннские воины носили доспехи из небольших железных пластин.

### Дань
Хунну не платили налоги шаньюю до Лаошань-шаньюя. Шаньюй собирал дань с покорённых народов: дунху платили лошадьми и шкурами, оазисы Туркестана — продуктами земледелия, тангуты — железом, мехами платили северные племена. Китайцы иногда присылали ценные «подарки» — шёлк и предметы роскоши. Доходы от добычи и дань с покорённых народов не целиком попадали в казну шаньюя. Перешедший на сторону Хунну китайский евнух Юе научил приближённых Лаошань-шаньюя завести книги, чтобы по результатам переписи обложить податью народ, скот и имущество. Вследствие этого было принятие шаньюем титула «Рождённый небом и землёю, поставленный солнцем и луною, хуннский Великий шаньюй». Власть шаньюев пользовалась непререкаемым авторитетом, однако недаром хунны уступили свою древнюю свободу. В хуннском обществе наступила эпоха изобилия и роскоши, но вместе с тем и упадка нравов.

## Этническая принадлежность
Густав Рамстедт предполагал, что язык хунну отражает состояние, в котором тюркские языки ещё не отделились от монгольских. Но сейчас эта точка зрения считается явно устаревшей, поскольку в настоящее время разделение алтайских языков относят к более раннему периоду.
Слово «сюнну» (хунну) часто использовалось как обобщающее название северных кочевых народов после Цзинь (265—420), Вэй (220—266) и Южных и Северных династий (420—589). В «Истории Лян» (глава «Летописи жужань») сказано: «Во времена Вэй и Цзинь сюнну делились на сотни и тысячи племён, у каждого было своё
название», это можно считать доказательством. В «Истории Лян» (глава «Летописи всех восточных варваров») жужаней называют «потомками сюнну» и «другими сюнну». В «Истории династии Вэй» (глава «Летописи гаоцзюй») народность гаоцзюй называется «племянниками сюнну», в «Истории Чжоу» (глава «Летописи тюрков») ашина называется «другими сюнну».

### Тюркская теория
Тюркская теория происхождения хунну является на данный момент одной из самых популярных и более-менее доказанной в мировом научном сообществе. В число сторонников тюркской теории происхождения хуннов входят Э. Паркер, Жан-Пьер Абель-Ремюза, Ю. Клапорт, Г. Рамстедт, Аннемари фон Габайн, О. Прицак, Л. Н. Гумилёв и другие.
Известный тюрколог С. Г. Кляшторный считал хунну тюркоязычными племенами.
Китайские источники, которые на данный момент являются основными источниками информации о тюрках, довольно тверды в утверждении, что тюрки были потомками хуннов. Это было написано с намерением указать скорее этническую, чем политическую преемственность. В секции о Юэбань в цзюане о Си Юй («Западном крае») в Бэйши Юэбань названы северными хунну, язык их был такой, как у гаоцзюй, то есть тюркский (Бэйши, цзюань 97). «Гаоцзюй были прежде красными Ди, и речь их была такой, как у сюнну, но с небольшой разницей» (там же, цзюань 98). «Теле потомки сюнну» (там же, цзюань 99). «Тюрки, жившие справа от Западного озера, есть отдельная ветвь сюнну» (там же). В Таншу предполагаемое хуннское происхождение тюрок высказано вновь (Таншу, цзюань 215а). Уйгуры также названы племенем хуннского происхождения (там же, цзюань 217а).
В середине VI века потомки хунну создали Тюркский Каганат и начали называть себя «небесными тюрками».
Сходство многих обычаев древних тюрок и хунну отмечены историками, однако вопрос о языковой принадлежности последних пока остаётся открытым. Хотя распространено мнение о тюркоязычности хуннов, его сторонники не отрицают некоторых иранских заимствований. Подробное обоснование тюркской принадлежности даётся в книге А. В. Дыбо «Лингвистические контакты ранних тюрков» (ч.1, 2007). Некоторые учёные (Б. А. Серебреников) считают наследником хуннского языка чувашский (булгарский) язык. Также известно, что хунны, как и булгары, были солнцепоклонниками, и во многих тюркских языках, в том числе в чувашском, казахском солнце смотрит, а не светит.

### Монгольская теория

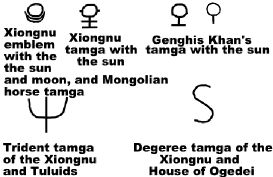
Тамги монголов и хуннов: тамги Чингисхана, Угэдэя и Толуя

Монголоязычность хуннов — самая старая точка зрения о происхождении хуннов в историографии. В XVIII веке П. С. Паллас выдвинул эту теорию, и в XIX веке Рашпунцаг, В. Бергман, И. Шмидт, Г. Н. Потанин, К. Ф. Нейман, Х. Хоуорс, А. Терри, Н. Я. Бичурин и др. развивали монгольскую теорию. Монгольское происхождение отстаивали А. Лувсандэндэв, Б. Ренчин, Б. Мункачи. Монгольской версии происхождения хуннов придерживается ряд современных российских историков: А. П. Окладников, Н. Н. Диков, И. Л. Кызласов, Г. Н. Румянцев, М. В. Воробьёв, Б. Б. Дашибалов и др.
Сторонники этой теории придерживаются мнения, что слово «хунну» означает «хүн» (человек) на монгольском и бурятском языках. В 2011 году Монголия отпраздновала 2220-летний юбилей своей государственности. Культуру плиточных могил относят к предкам хуннов и протомонголам. В «Книге Сун» есть сведение, что «другое одно имя жужанов есть „татар“, также называют „тартар“, (является) один из аймаков хунну». После упадка хуннского государства 100 000 семейств (более 500 000 человек) хунну стали сяньбийцами, «приняв» народное название «сяньби», и это, возможно, указывает на близкое родство этих народов. Это было большинство населения северных хуннов.
Согласно Н. Я. Бичурину, монголы находились под верховной властью двух единоплеменных домов: Хунну и Дун-ху. Хунну он называет древним народным именем монголов. Бичурин пишет: «Хуньюй, Хяньюнь и Хунну суть три разные названия одному и тому же народу, известному ныне под названием монголов». Различные племена — хунну, дунху, гунны, сяньби, жужане, тугю, — по Бичурину, являлись не чем иным, как монгольскими племенами. Дом Тугю он называет отдельной отраслью дома Хунну, по прозванию Ашина. Он считал, что народ, именуемый в китайских хрониках «тукюе» 突厥, являлся монгольским и был известен под народным названием дулга: «Дом Тугю по-монгольски называется, как ниже увидим, Дулга [Тукюе]. Ориенталисты западной Европы пренебрегли уверением китайской истории, а обратили внимание на созвучность тугю с тюрки, и приняли в основание, что монголы, известные под народным названием дулга, были тюрки; а как предки дулгаского дома происходили из дома хуннов, то и хунны были народ тюркского же племени. Сие-то смешение монголов с тюрками повело учёных западной Европы к превратным понятиям о народах монгольского племени, обитавших в Средней Азии в древние времена». Таким образом, заметив смешение понятий касательно древних тюрок и монгольских племён, Бичурин делает заключение о монголоязычности правящего клана Тюркского каганата. Монголоязычность правящего рода Ашина также поддерживал ряд других учёных. Согласно Л. Н. Гумилёву, когда объединение Ашина «вышло на арену истории, всем его представителям был понятен межплеменной язык того времени — сяньбийский, то есть древнемонгольский». Об этногенетических связях между протомонгольскими (сяньбийскими) тогонами и тугю пишет в своей работе Н. В. Абаев.
В письме Чингисхана, которое он направил даосскому монаху Чан-чунь, упоминаются слова: «…во времена нашего шаньюй Модэ».
Многочисленные культурные элементы хуннов, средневековых и современных монголов совпадают, и между ними существует очевидная культурная преемственность: например, тамга, юрта на телегах, композитный лук, настольная игра с игровым полем, протяжная песня и т. д..
Современный символ монгольских народов соёмбо восходит к хуннскому символу с изображением солнца и луны (см. Флаг Монголии, Герб Монголии, Соёмбо, Флаг Бурятии, Герб Бурятии и Флаг Южной монгольской народной партии).

### Восточно-иранская теория
Также выдвигались предположения об отнесении хуннского языка к иранским (близким сака) или енисейским (Пуллибланк).
Г. Бейли, Беквит, Schuessler, Я. Харматта и Г. Янковски исходят из сакских этимологий хуннских слов. Согласно Харматте, большинство хуннов говорило на одном из восточноиранских диалектов, близком к сакскому — что побудило исследователей сегодня прийти к консенсусу в отношении того, что эта (иранская) теория и турецкая теория имеют связь.
Примеры иранских слов:
- Совр. кит. шаньюй, др.-кит. *tān-wa — пратюрк. *darxan (позже орхон.-тюрк. tarqan) из иранского (в согдийском trγ’n, «титул»[57]).
- Др.-кит. *γāt-tə:j («жена шаньюя») — пратюрк. *xatun из согдийского *xuten[58].
- Др.-кит. *ţoŋh («молоко, кумыс») — праиран. *dauγ-na («молоко одного удоя»)
- Др.-кит. *bjəś şa («гребень») — от праиран. корня *paś- («расчёсывать»)

Среди ученых существует общее мнение, что элита хунну была иранского происхождения.

### Енисейская теория
Теорию о принадлежности языка хунну к енисейской семье защищали Эдвин Пуллибланк и Александр Вовин.

### Язык-изолят
Г. Дёрфер считает недоказанными любые предположения о родстве языка.

### Китайский миф
Традиционная китайская историография пишет, что все соседние с Китаем народы произошли от китайцев и, согласно китайской традиции, хунны возникли из смешения китайских эмигрантов в степь и степных кочевых племён. Согласно китайским источникам, происхождение хунну связано с полулегендарной династией Ся и древними племенами хуньюй и более поздними хяньюнь. В III тыс. до н. э. китайцами правил мифический император Хуан-ди. Согласно китайским мифам, когда примерно в 1764 году до н. э. в Китае была свергнута династия Ся, Шун Вэй (淳維), сын последнего правителя Ся Цзе, бежал на север, и с ним бежали многие подданные. На южной окраине Гоби они встретили племена хуньюй (сюньюй) и со временем смешались с ними. Самые ранние упоминания о племени хяньюнь (сяньюнь) относятся к IX веку до н. э. О военных столкновениях хяньюнь (сяньюнь) с династией Чжоу говорится в Ши цзин («Книге песен»).

## Генетика
Среди ранних хунну выявлены два кластера: один связан с Алтайско-Саянским регионом, второй — с восточной частью Евразийской степи. В результате исследований китайских учёных, у шести кочевников, выкопанных в Пэнъяне, были определены три митохондриальных гаплогруппы: C, D4 и M10, а все четыре мужчины оказались обладателями Y-хромосомной гаплогруппы Q. Авторы считают, что эти люди были тесно связаны с древними хунну и современными северными азиатами.
В Монголии проводился генетический анализ в трёх захоронениях: Дуурлинг Нарз, Эгийн-Гол и Ноин-Ула.
Генетический анализ трёх скелетов, найденных в 2000-летнем захоронении представителей элиты хунну в Дуурлинг Нарз в Северо-Восточной Монголии, показал, что один мужчина оказался обладателем митохондриальной гаплогруппы U2e1 и Y-хромосомной гаплогруппы R1a1, второй мужчина был обладателем митохондриальной гаплогруппы D4 и Y-хромосомной гаплогруппы C2, женщина также оказалась обладательницей митохондриальной гаплогруппы D4.
В работе Keyser-Tracqui et al. (2003) представлены гаплотипы костных останков, раскопанных в некрополе Эгийн-Гол (Монголия). Предполагается, что в некрополе около 2 тыс. лет назад хоронили знатных хуннов (сюнну). Шесть человек, погребённых в секторе С (46, 47, 50, 52, 53, 54), судя по совпадению Y-STR гаплотипов и анализу аутосомных микросателлитов, принадлежат к одному роду.
Гаплотип из погребения 50 был дополнительно исследован на биаллельный полиморфизм (SNP) в работе Petkovski (2006). Выяснилось, что он относится к парагруппе С (RPS4Y). Теперь можно уточнить, что эти 6 древних хуннов имели гаплогруппу С3*(хС3с).
В журнале «Archaeological and Anthropological Sciences» вышла статья сибирских учёных, которые исследовали митохондриальную ДНК представителей хунну — древних центральноазиатских кочевников, и обнаружили большое сходство их женского генофонда с современным монголоязычным населением Центральной Азии. Данные раскопки происходили в Ноин-Ула.
В статье 2023 года в журнале Science Advances сообщается, что наиболее богатые могилы на окраинах страны хунну принадлежат женщинам, причём генетически близким к хунну из центра страны. «Когда вы выходите на окраину империи, кажется, что женщины — единственные, кто имеет связи с царскими родословными» — заметил один из авторов работы. На основании чего был сделан вывод, что правители хунну могли использовать своих родственниц для объединения и контроля частей страны.
Из древних китайских летописей известно, что держава хунну в период своего расцвета была связана с империей Хань договором «мира и родства», а их правители называли друг друга братьями. Это означало, что китайских принцесс выдавали замуж за шаньюев. Женами шаньюев стали четыре ханьские принцессы. На двух из них женился сам основатель империи хунну Модэ, а на двух других — его сын и внук. Хотя последний такой брак был заключен в 135 г. до н. э., в 33 г. до н. э. Юань-ди, одиннадцатый император династии Хань, пожаловал правителю хуннов пять красавиц из своего гарема. Одна из наложниц стала любимой женой шаньюя и родила ему сыновей. Эти факты позволяют допустить, что у элиты хунну могла быть и толика китайской крови

## Письменность хунну
Бесспорных доказательств существования хуннского письма не имеется, однако некоторые сообщения в китайских хрониках могут быть истолкованы как содержащие указания на него.